# Mallochianamyia flavitibia
Mallochianamyia flavitibia är en tvåvingeart som beskrevs av Wheeler 2000. Mallochianamyia flavitibia ingår i släktet Mallochianamyia och familjen markflugor. Inga underarter finns listade i Catalogue of Life.